# Clordiazepoxid
Clordiazepoxidul este un medicament din clasa benzodiazepinelor, fiind utilizat în tratamentul anxietății. Calea de administrare disponibilă este cea orală.
Prezintă efecte anxiolitice, hipnotice și sedative, anticonvulsivante și miorelaxante.
Molecula a fost patentată în 1958 și a fost aprobată pentru uz medical în anul 1960. A fost prima benzodiazepină care a fost sintetizată, iar descoperirea sa a fost întâmplătoare.

## Utilizări medicale
Clordiazepoxidul este indicat în tratamentul de scurtă durată (de aproximativ 4 săptămâni) al anxietății severe și în tratamentul sindromului de abstinență la alcool.
Mai este uneori prescris în unele state pentru îmbunătățirea simptomelor în sindromul de colon iritabil, în asociere cu bromura de clidiniu.

## Farmacologie
Ca toate benzodiazepinele, clordiazepoxidul acționează ca modulator alosteric pozitiv al receptorului de tip A pentru acidul gama-aminobutiric (R GABAA), reducând excitabilitatea neuronilor.